# Zeta Cephei
Zeta Cephei is een ster in het sterrenbeeld Cepheus. De ster is ondanks zijn jonge leeftijd van slechts 50 miljoen jaar al geëvolueerd in een oranje superreus.